# 贊尼·軒斯
贊尼·軒斯（丹麥語：Jan Heintze，1963年8月17日—）是一名前丹麥後防球員。足球生涯大部份時間效力荷蘭甲組聯賽球會PSV燕豪芬，並曾為球隊贏得1988年歐洲冠軍球會盃。他曾代表國家隊參與兩屆世界盃(1998, 2002)和兩屆歐洲國家盃(1988, 2000)。

## 國家隊生涯
贊尼·軒斯於1987年4月29日對芬蘭的歐洲國家盃分組賽首度為國家隊上陣。隨後在1988年歐洲國家盃打滿三場分組賽。
2002年世界盃，贊尼·軒斯接替出任隊長。大賽以後，贊尼·軒斯以38歲之齡退出國家隊。

## 榮譽
PSV燕豪芬
- 荷蘭甲組聯賽冠軍: 1985-86, 1986-87, 1987-88, 1988-89, 1990-91, 1991-92, 1999-2000, 2000-01, 2002-03
- 荷蘭盃冠軍: 1987-88, 1988-89, 1989-90
- 告魯夫盾冠軍: 1987-88, 1988-89, 1989-90
- 歐洲冠軍球會盃冠軍: 1987-88